# ウラディスラフ・トレチャク (フェンシング選手)
ウラディスラフ・トレチャク(Vladislav Tretiak、1980年2月21日 – )は、ウクライナのキエフ (現:キーウ)出身のフェンシング選手。
2004年アテネオリンピックのフェンシング競技のサーブル種目に出場し、男子個人において3位決定戦でベラルーシのドミトリ・ラプカスを破り、フェンシング競技におけるウクライナ初のメダルである銅メダルを獲得した。
世界大会では2003年と2006年にサーブル団体でそれぞれ銅メダルと銀メダルを獲得している。